# Simona Parente
Simona Parente (Milaan, 24 april 1974) is een Italiaans wielrenster.
In de Waalse Pijl 1998 wordt ze zevende.
In 2001 wint ze de zevende etappe van de Ronde van Italië.
In 2002 eindigt ze in de UCI World Cup op de tiende plaats.